# Manowar
I Manowar sono un gruppo musicale heavy metal statunitense nato ad Auburn, New York, nel 1980, dall'incontro tra il bassista del gruppo Joey DeMaio e il chitarrista Ross the Boss.
Il nome del gruppo deriva da un termine usato nell'inglese arcaico, per l'appunto man o' war o man-o-war, che indicava una tipologia di navi da guerra a vela in uso tra il XVI e il XIX secolo. Un'altra possibile traduzione è quella che intende man-o'-war una contrazione di man of war, letteralmente uomo di guerra. I temi ricorrenti delle loro canzoni sono la mitologia, la guerra, la lealtà e l'onore. I testi delle loro canzoni presentano spesso elogi alla musica heavy metal, che è vista non solo come un genere musicale, ma come un vero e proprio stile di vita, di cui i Manowar si vantano di essere gli unici seguaci e portatori della parola.
I Manowar sono tra i gruppi antesignani e fondatori del sottogenere epic metal; pionieristico in tal senso è soprattutto l'album Into Glory Ride, pubblicato nel 1983.
Il gruppo detiene anche un vasto numero di record. In particolare rivendicano il titolo di "band più rumorosa del mondo" (precedentemente appartenuto ai Motörhead) grazie al Guinness dei primati che ha registrato questo fatto. La band è infatti giunta, nel 1994, a quota 129.5 decibel, ed ha battuto i record seguenti nel 2008 (durante il soundcheck della seconda edizione del Magic Circle Festival), arrivando a 138.4 decibel (con punte di 139 db), attraverso uno speciale equipaggiamento costruito da John "Dawk" Stillwell.
Inoltre è stata la prima band metal a includere argomenti di guerra, spade e metallo sia nelle loro canzoni che nelle loro copertine, a costruirsi un set di amplificatori e chitarre da sé e su propria misura, ad aver registrato un album in Dolby 5.1 e detengono il record per il concerto metal più lungo della storia, con una prestazione di 5 ore e 1 minuto in cui hanno eseguito oltre 50 brani.

## Storia del gruppo

### Le origini (1980-1981)
La storia dei Manowar iniziò nel 1980 nella cittadina di Auburn, New York. Il futuro bassista del gruppo Joey DeMaio, che lavorava come tecnico del basso e responsabile degli effetti pirotecnici per i Black Sabbath nel tour di Heaven and Hell, incontrò il chitarrista Ross the Boss, che allora suonava per il gruppo di supporto dei Sabbath, gli Shakin' Street, ma che fu anche ex membro della hard rock band The Dictators. Parlando assieme, compresero di avere le stesse idee riguardo alla musica e in breve tempo, uniti da profonda amicizia, decisero di fondare un gruppo.
Così, finito il tour dei Sabbath, i due, dopo essersi licenziati dai rispettivi lavori, si incontrarono per fondare ufficialmente il gruppo. Per completare la formazione decisero di ingaggiare come cantante l'ex compagno di scuola e amico di Joey DeMaio Eric Adams, mentre alla batteria fu chiamato Karl Kennedy.
La neo fondata band iniziò a raggranellare un po' di denaro suonando in piccoli concerti e proponendo cover di artisti famosi in vari locali della loro città. Dopo pochi mesi dalla fondazione, i Manowar iniziarono a comporre le prime canzoni e a firmare i primi contratti con le case discografiche, che permisero al gruppo di pubblicare nel 1981 un demo, noto col nome di Demo 1981.
Dopo tale pubblicazione, Kennedy, vinto dallo stress delle continue esibizioni, abbandonò il gruppo, venendo in poco tempo sostituito dal talentuoso Donnie Hamzik.

### Il primo album (1981-1982)

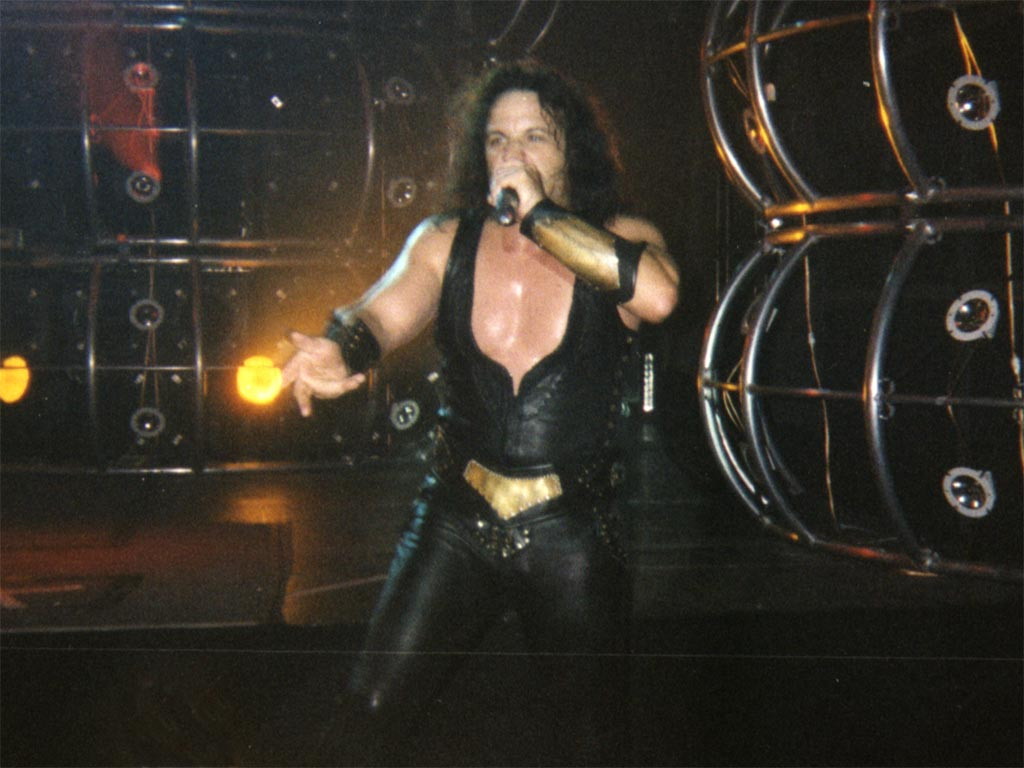
Eric Adams, cantante del gruppo.

Nel 1981 gli ancora acerbi Manowar riuscirono ad assicurarsi, anche grazie all'ottima qualità del precedente demo, un contratto discografico con l'etichetta Liberty Records. Compreso il grande potenziale del gruppo, la casa discografica fece pressione sulla band perché producesse in breve tempo un buon numero di canzoni così da poter iniziare le registrazioni per un album. Fu così che, nel 1982, venne pubblicato il primo disco del gruppo, intitolato Battle Hymns ("Inni di Battaglia"). L'album fu ben accolto dal pubblico e dalla critica, che rimase soprattutto colpita dal sound estremamente potente e aggressivo del gruppo, oltre che per i testi molto curati e la notevole estensione vocale del cantante Eric Adams. Inoltre, per alcune tracce dell'album e in particolare per la canzone Dark Avenger, i Manowar si avvalsero della collaborazione del noto attore e regista Orson Welles nel ruolo di voce narrante.
Subito dopo l'uscita dell'album, i Manowar ottennero l'occasione di partecipare al loro primo tour. In esso furono gruppo di spalla del musicista Ted Nugent, ma tale collaborazione durò pochi mesi poiché il quartetto di Auburn fu allontanato da Nugent in quanto, secondo l'interpretazione di Adams e dei suoi compagni, il musicista aveva l'impressione che i Manowar gli stessero "rubando la scena" con le loro esibizioni live molto potenti e coinvolgenti per il pubblico.
I Manowar decisero allora di organizzarsi da soli un piccolo tour che fu allestito in poche settimane dal loro manager. Anche in questo caso non mancarono però i problemi, che videro il gruppo contestato dalle città ospitanti i concerti a causa dei volumi altissimi degli strumenti che il gruppo amava utilizzare durante le esibizioni live. Attraverso questo piccolo tour la band acquistò comunque una buona fama negli Stati Uniti e iniziò anche a coinvolgere i primi fan europei, in particolare nel Regno Unito e in Germania.
Alla fine della serie di esibizioni, anche Donnie Hamzik, stressato dalle continue esibizioni, decise di abbandonare la band e venne così sostituito dal giovane ed esordiente Scott Columbus.

### Into Glory Ridee la nascita dell'epic metal (1982-1988)
Nel 1982 la band decise di cambiare etichetta discografica lasciando la Liberty Records poiché non era stata in grado di pubblicizzare il disco precedente con un adeguato numero di copie in Europa. Il gruppo firmò così per la ben più nota e internazionale Music for Nations.
Con tale casa i Manowar ritornarono subito in uno studio di registrazione per produrre quello che, nelle intenzioni del gruppo, avrebbe dovuto essere un semplice EP (pubblicato nel 1983 con il titolo Defender e contenente, come traccia principale, l'omonima canzone caratterizzata dalla nuova partecipazione del regista Orson Welles), ma che invece divenne, grazie alla quantità e alla qualità delle tracce realizzate in quel periodo, il secondo album della band, intitolato Into Glory Ride (Cavalca nella Gloria). Esso ottenne un gran numero di vendite ed è considerato da molti critici una pietra miliare del metal. Le atmosfere evocative della guerra dei testi (di classica ispirazione fantasy e mitologica) fanno infatti di questo album il primo esempio del genere epic metal. La nuova uscita fu dotata di svariati elementi innovativi, sia nello stile che nel sound in generale, e portò a un enorme incremento del numero dei fan del gruppo, particolarmente nel Regno Unito, dove la band pianificò un lungo tour (poi cancellato a causa dei problemi familiari del manager del gruppo).
Proprio per farsi perdonare il mancato tour, i Manowar decisero di dedicare al Regno Unito il loro album successivo che uscì nei primi mesi del 1984 con il titolo Hail to England (Ave all'Inghilterra) e fu registrato e mixato in soli sei giorni. Il disco riscosse nuovamente grande successo, grazie anche al ritmo ancora una volta rinnovato in particolare nella velocità di esecuzione dei brani e nella maggiorata potenza sonora. I Manowar partirono così per un nuovo tour promozionale, intitolato Spectacle of Might Tour 1984 ("spettacolo di potenza"), che ebbe un gran numero di tappe in Inghilterra. Il tour vide inizialmente i Manowar come band d'appoggio ai Mercyful Fate, ma l'entusiasmo dimostrato dal pubblico nei confronti della band fece sì tuttavia che il tour fosse ripensato in corso d'opera, con il gruppo di DeMaio come headliner.
Esaltati dall'apporto del pubblico, i Manowar tornarono presto al lavoro e alla registrazione. Abbandonata l'etichetta Music for Nations, il quartetto si unì con la Ten Records per pubblicare, a distanza di soli dieci mesi dal precedente album, un nuovo disco, denominato Sign of the Hammer ("Il Segno del Martello"). Il disco presentò un ritmo ancora una volta modificato, caratterizzato da tracce lente e molto tecniche, come l'epica Mountains, e rapide, come l'eponima Sign of the Hammer, e ottenne un nuovo successo di vendite che permise alla band di partire per un nuovo tour mondiale, della durata di circa due anni, che registrò ovunque un grandissimo afflusso di pubblico. Al termine di questo continuo viaggio, la band si prese nel 1986 un anno di pausa.
Nel 1987 i Manowar, a causa di nuovi problemi con la loro etichetta, decisero di effettuare un ulteriore cambio passando sotto contratto della major Atlantic Records. Grazie a tale scelta il gruppo poté dare alle stampe lo stesso anno un nuovo disco, che fu chiamato Fighting the World (Combattendo il Mondo), per il quale la nuova etichetta fece un ottimo lavoro di promozione e distribuzione in tutto il mondo. Attraverso tale pubblicazione la band fece il definitivo salto di qualità, ottenendo un ulteriore incremento del numero di fan europei che rese la band una delle maggiori realtà musicali del periodo. Il disco ricevette però le prime critiche a causa della sua scarsa originalità derivata dai temi mitologici a volte troppo ripetuti della band statunitense.

### Kings of Metal(1988-1992)
Nel 1988 i Manowar pubblicarono un nuovo disco, Kings of Metal, che è da molti considerato il vero capolavoro della band. Brani come Heart of Steel, Kings of Metal e Hail and Kill divennero veri e propri inni per i fan del gruppo e furono riproposti regolarmente nei concerti. Kings of Metal fu l'album del gruppo che registrò il maggior numero di copie vendute nel mondo.
Nonostante tale successo di vendite, questo disco attirò molte critiche sui Manowar, in particolare con riferimento ai testi dei brani Pleasure Slave ("schiava del piacere") e Blood of the Kings ("sangue dei re"). Il primo brano fu attaccato dalle femministe per versi come woman be my slave, "donna sii la mia schiava". Il secondo parve ad alcuni un omaggio al nazismo a causa di versi come back to the glory of Germany ("tornare alla gloria della Germania"), che i Manowar ribadirono più volte essere solo un omaggio ai numerosissimi fan tedeschi. La stessa aquila dell'iconografia della band fu letta da taluni come simbolo nazista, sebbene derivata dalla cultura classica (l'aquila di Zeus e dell'antica Roma, e, soprattutto, facilmente riconducibile alle "eagles" americane). Addirittura venne da taluni intesa in malam partem perfino la ben nota ammirazione del gruppo per Richard Wagner ("il vero creatore dell'heavy metal", ma anche fondamentale innovatore della musica moderna in genere). Inoltre il brano "Sting Of The Bumblebee" successivamente nel 2008 venne nominato al 9º posto come peggior assolo di tutti i tempi dalla rivista internazionale Guitar World.
Ignorando tali voci, i Manowar partirono per un nuovo tour mondiale, nuovamente della durata di circa tre anni, con tappe in quasi tutte le nazioni europee. Durante tale tour, Ross the Boss annunciò però il suo ritiro dal gruppo a causa dell'estenuante vita on the road, decidendo di dedicarsi a un progetto solista di stampo rock-blues. Il suo sostituto venne trovato in David Shankle, musicista che fu scelto dai membri del gruppo dopo una ricerca tra ben 150 candidati. Successivamente anche Scott Columbus lasciò i Manowar; la band giustificò il suo abbandono dicendo che il batterista doveva prendersi cura del proprio figlio da tempo malato di leucemia (notizia smentita proprio da Columbus nel 2010). Lo stesso Scott scelse come suo sostituto Kenny Earl Edwards (presto soprannominato Rhino).

### Nuovi album e le prime pubblicazioni video e live (1992-2002)

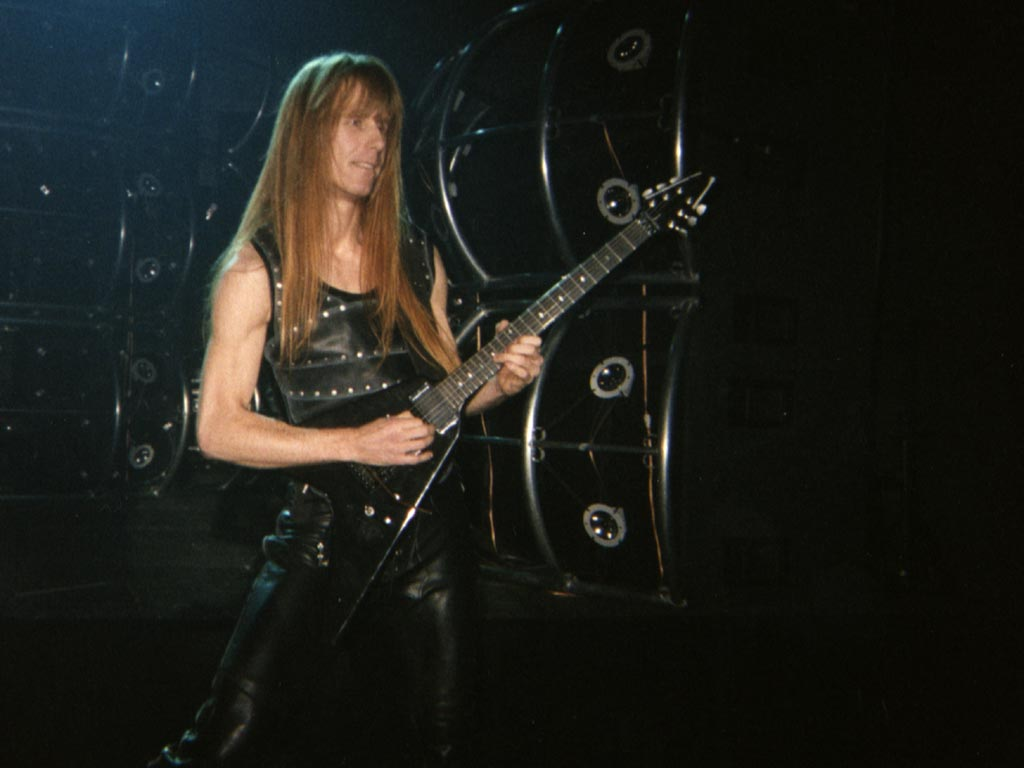
Karl Logan in un live

Trovata una nuova unità musicale dopo i cambi di formazione, i Manowar pubblicarono nel 1992 un nuovo disco, intitolato The Triumph of Steel (Il trionfo dell'acciaio). Esso ottenne un discreto successo e rimase famoso in particolare per la presenza di una suite di ben 28 minuti intitolata Achilles, Agony and Ecstasy in Eight Parts (Achille, agonia ed estasi in otto parti), ispirata alle vicende dell'Iliade e dell'eroe Achille.
Dopo tale uscita, la band partì per un tour mondiale di due anni. Al suo termine, il gruppo dovette sottoscrivere un contratto con una nuova etichetta discografica poiché quello con la Atlantic Records era terminato già da un anno. La band firmò così con la Geffen Records. Nel 1993 avvenne anche l'abbandono dal gruppo di David Shankle, che fu sostituito da Karl Logan, musicista conosciuto da DeMaio durante un motoraduno, e l'inaspettato ritorno di Columbus che provocò l'allontanamento di Rhino.
Nel 1994 i Manowar pubblicarono la loro prima raccolta, denominata The Hell of Steel, contenente i maggiori successi del gruppo.
Nel 1996, dopo ben quattro anni di attesa, produssero un nuovo disco, denominato Louder Than Hell (Più forte dell'Inferno). Nonostante il successo economico e la fama ottenuta da alcune tracce come "Brothers Of Metal", "Courage" e "Number 1", l'album fu criticato a lungo per il suo stile semplice e per gli arrangiamenti poco ispirati. La maggiore contestazione giunse da Andre Matos, l'allora cantante degli Angra, che affermò su una rivista del settore che Louder than Hell era un metal talmente pessimo da poter essere definito "metal per ragazzini".
Disinteressandosi delle critiche, i Manowar partirono per un nuovo lungo tour e nel 1997 pubblicarono con l'etichetta Connoisseur Records una nuova raccolta, denominata Anthology, e il loro primo live album, ovvero Hell on Wheels, pubblicato dalla BMG International nella veste di doppio CD e contenente tutte le canzoni più famose del gruppo. Ancora privi delle tracce per pubblicare un nuovo disco a causa dei continui tour promozionali, i Manowar pubblicarono varie raccolte, un secondo live album, Hell on Stage, e il primo DVD della serie Hell on Earth.
Nel 1999 viene svolto in Svezia un tour in compagnia di Motörhead e Dio, chiamato Monsters of the Millennium Tour.

### Warriors of the WorldeGods of War(2002-2007)

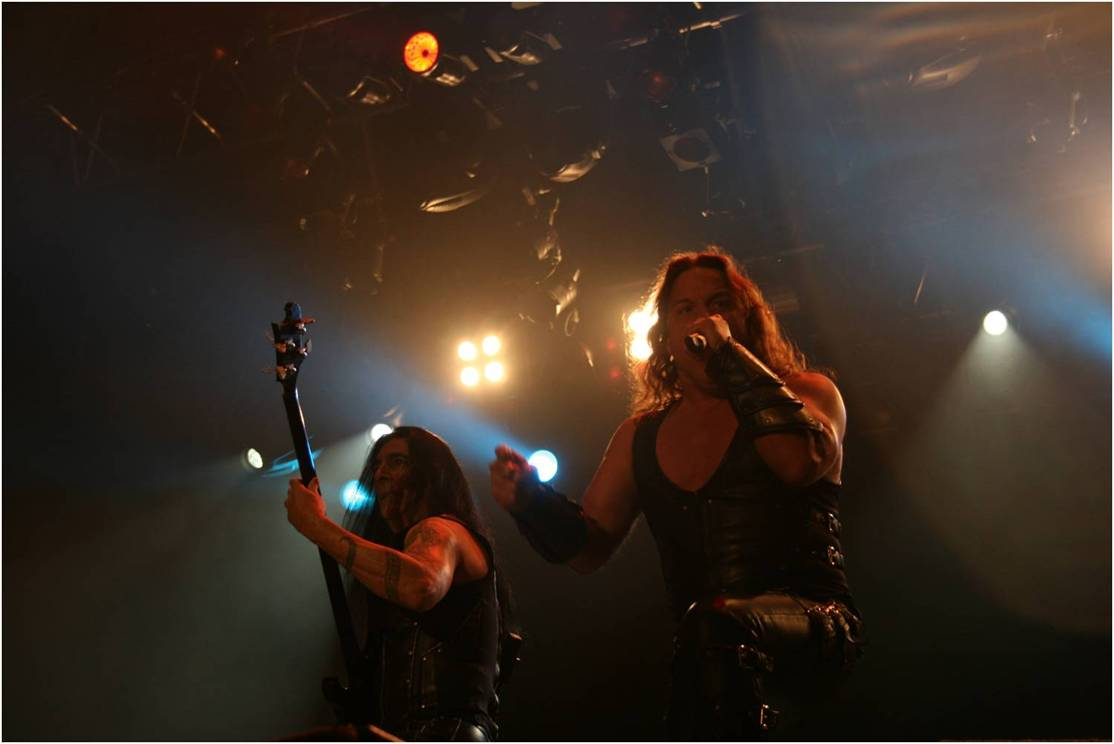
I Manowar durante un concerto nel 2009.

Nel 2002, dopo sei anni dall'ultima pubblicazione in studio, uscì un nuovo album dei Manowar, Warriors of the World (Guerrieri del Mondo). I tempi sempre più lunghi che intercorsero tra le pubblicazioni dei dischi fece formulare dai critici varie teorie riguardanti la band. La prima annunciava una crisi d'ispirazione del gruppo, causata da una carenza di idee e dall'adesione quasi fanatica dei membri del gruppo al ruolo di "veri metallari", che con il tempo aveva cominciato a stancare parte del pubblico. Altri spiegarono che i lunghi tempi di pubblicazione erano necessari per la cura maniacale che la band aveva dedicato alla produzione del nuovo album.
Comunque il disco vendette un discreto numero di copie, dimostrando che i fan del gruppo non avevano dimenticato i loro eroi. Warriors of the World presentò un sound a tratti rinnovato nello stile ma che mantenne la sua solita energia e potenza. Le tracce più famose dell'album divennero "Warriors of the World United", "House of Death" e "Call to Arms", oltre all'aria pucciniana Nessun Dorma, reinterpretata in onore dei fan italiani ed esibita per la prima volta dal gruppo proprio in un concerto a Milano.
I Manowar successivamente iniziarono un lungo tour mondiale, denominato Warriors of the World United Tour che li tenne a lungo lontano dagli studi di registrazione. Per non rimanere totalmente inattiva sul piano delle pubblicazioni discografiche, la band pubblicò vari DVD. Nel 2002 uscirono infatti i video Warriors of the World United e Fire and Blood, nel 2003 Hell on Earth Part III e nel 2005 il DVD Hell on Earth Part IV.
Nel 2003 il bassista Joey DeMaio fondò un'etichetta discografica, la Magic Circle Music, che divenne la casa ufficiale della band e fu creata su misura per le esigenze dei Manowar e di altre band di genere simile. Nel 2005, terminato l'estenuante tour, i Manowar pubblicarono con essa il demo King of Kings - The Ascension. Con la Magic Circle furono anche pubblicati l'EP The Sons of Odin e un DVD, denominato The Day The Earth Shock - The Absolute Power, ripreso durante la partecipazione all'Earthshaker Fest 2005 in cui era presente un'orchestra sinfonica e si alternarono sul palco anche gli ex membri della band. Ross the Boss e David Shankle (chitarra) Donnie Hamzik e Kenny Earl Edwards (batteria), in occasione della canzone Battle Hymn inoltre sono saliti tutti sul palco e il pezzo è stato suonato con 3 chitarre e 3 batterie.
I Manowar hanno pubblicato nei primi mesi del 2007, sempre con la Magic Circle, un nuovo album, intitolato Gods of War. Il disco, carico di influenze e atmosfere tipiche del symphonic metal, è stato pubblicato in Europa a fine febbraio (il 23 febbraio in Germania e il 28 febbraio nel resto del continente) e ad aprile in America. La band è immediatamente partita un tour europeo, il Demons, Dragons and Warriors Tour 2007, che ha avuto inizio il 14 marzo ed è terminato il 7 aprile.

### Progetti recenti e il futuro del gruppo (2007-oggi)
Dopo appena due anni dalla pubblicazione del loro 15º album, Gods of War, i Manowar hanno iniziato un progetto denominato The Asgard Saga in collaborazione con lo scrittore fantasy Wolfgang Holbein che, secondo quanto riportato nelle prime dichiarazioni di Joey DeMaio  , avrebbe dovuto comprendere oltre a un album denominato Hammer of the Gods, anche un romanzo, un film e un videogioco. L'uscita dell'album, dapprima prevista per il 2009 , è stata posticipata per la fine del 2011. Nel 2009 il quartetto pubblica Thunder in the Sky, un EP formato da sette canzoni, tra le quali anche una rivisitazione in chiave metal dell'ormai celeberrima The Crown And The Ring. Una particolarità che caratterizza questo EP è la traduzione in molteplici lingue della canzone Father, ben quindici.
Thunder in the Sky, secondo quanto dichiarato dalla band , è un'introduzione a quella che dovrà essere la The Asgard Saga.
Dal 2007 organizzano annualmente con la Magic Circle Music un festival, il Magic Circle Festival, che li vede protagonisti insieme ad altre band sia della stessa casa discografica che non.
Alla fine del 2010 i Manowar hanno nuovamente registrato il loro album di debutto, Battle Hymns, con tecnologie più moderne e aggiungendo due tracce bonus inedite risalenti al 1982, inoltre hanno annunciato ufficialmente l'abbandono del gruppo da parte di Scott Columbus (venuto poi improvvisamente a mancare il 4 aprile 2011, a soli 54 anni) e il ritorno di Donnie Hamzik alla batteria, hanno partecipato al Gods Of Metal 2012.
Il 16 giugno 2012 è stato pubblicato in formato digitale il nuovo album, The Lord of Steel. Questo album è stato distribuito in formato CD, una prima volta nella versione "Hammer Edition", esclusivamente abbinato alla rivista Metal Hammer britannica, e in una seconda versione, pubblicato dalla Magic Circle Music. La canzone El gringo di questo album è parte della colonna sonora del film El gringo. Tra il 2012 ed il 2013 hanno realizzato un tour a sostegno dell'album, al termine del quale hanno pubblicato un EP contenente sei canzoni tratte dal loro ultimo lavoro e registrate durante i relativi concerti.
A febbraio del 2014 è uscito Kings of Metal MMXIV, un doppio CD che include nuove versioni dei brani originariamente contenuti nell'omonimo album pubblicato nel 1988.
Il 25 ottobre 2018 viene rivelato che Logan è stato arrestato il 9 agosto a Charlotte, North Carolina, con l'accusa di possesso di materiale pedopornografico. In un post su Facebook, il gruppo ha specificato che Logan non suonerà con i Manowar nell'attuale tour.
A gennaio 2019 i Manowar annunciano che il chitarrista E.V. Martel accompagnerà la band in tour.
Nel 2022 il gruppo ha intrapreso il "Crushing the Enemies of Metal Anniversary Tour", la cui partenza era inizialmente prevista nel mese di aprile ma è stata in seguito spostata al mese di giugno a causa dell'emergenza COVID-19. In occasione della prima data del tour, quella del 22 giugno ad Atene, sono stati forniti i primi dettagli del nuovo EP della band, The Revenge of Odysseus.

## Stile e influenze musicali

### True metal
Fin dagli esordi, i componenti si vantarono di aver sempre mantenuto una loro identità musicale, disco dopo disco, senza essere mai diventati troppo "alla moda". Proponendosi come difensori dello spirito del metal, affermarono di essere uno dei pochi gruppi a suonare ancora il vero metal (in inglese True Metal), ovvero un genere incontaminato, puro nel suo suono, legato agli stili classici dell'heavy metal e sensibilmente migliore rispetto a ogni altro proposto da altri gruppi.
Joey DeMaio, leader del gruppo, descrisse il loro genere in questo modo:
(Joey DeMaio)
Subendo anche le prime contestazioni dovute a questa loro definizione di unico gruppo detentore del vero metal, i Manowar iniziarono ad attaccare verbalmente altri artisti, in particolare quelli emergenti, elencandone i difetti e le incongruenze col genere metal. Questi gruppi furono definiti di bassa qualità, monotoni, finti e, in breve, incapaci.
(Joey DeMaio)
Da questo atteggiamento scaturì anche una netta divisione tra il pubblico, che si suddivise tra coloro che supportavano la band e quelli che la contestavano. A favore dei fan, le "legioni di fan" (così i Manowar definiscono i loro sostenitori), il gruppo statunitense rilasciò molte dichiarazioni. Ancora una volta DeMaio disse:
(Joey DeMaio)

### Influenze musicali
Come visto nel precedente paragrafo, i Manowar si ritengono unici esponenti del Vero Metal e per questo motivo sono poche le band che ne hanno influenzato le sonorità.
I Manowar hanno però spesso mostrato rispetto a band come i Venom, i Celtic Frost e i Mercyful Fate. Inoltre hanno spesso invitato a partecipare ai loro tour gli Immortal, band sempre sostenuta dal gruppo epic. In un'intervista DeMaio disse:
(Joey DeMaio)
I Metallica non hanno sicuramente avuto un ruolo importante nella nascita del sound del gruppo, vista la pesante dichiarazione che Joey DeMaio fece in seguito al loro cambiamento di genere, nel 2004; in fatti, alla domanda se lui prendesse ispirazione dalla musica della band californiana, rispose:
(Joey DeMaio)

### Elementi mitologici
I Manowar, fedeli al loro genere musicale epico, si sono ispirati all'Iliade di Omero per la suite Achilles, Agony and Ecstasy in Eight Parts (contenuta nell'album The Triumph of Steel). Il brano è stato oggetto anche di approfondita analisi da parte di un gruppo di ricerca dell'Università di Bologna, che fra l'altro ha evidenziato l'accuratezza del testo attraverso un puntuale confronto con il modello omerico.
La band, tuttavia, ha preso soprattutto molti spunti dai racconti mitologici delle tradizioni germaniche e scandinave, inserendo tali storie nei testi, ma non sempre approfondendo il ruolo delle varie divinità. La figura più presente nelle tracce del gruppo è senza dubbio il Dio Thor, padrone del tuono, del fulmine e dei terremoti. A tale divinità segue, in ordine di apparizioni, Odino, padre di Thor e di tutti gli dei ma soprattutto dio della guerra e protettore degli eserciti, oltre che dio della conoscenza e della saggezza. Egli vive nel palazzo di Válaskjálf nel regno di Ásgarðr.
In tale edificio è contenuto il salone del Valhalla, luogo dove sono raccolte le anime dei guerrieri morti in battaglia e degli eroi. Dopo aver combattuto per l'intero giorno in attesa del Ragnarǫk (la battaglia finale tra gli Æsir e le forze del caos), i guerrieri ad ogni tramonto si rialzano dal campo di battaglia e rientrando nel Valhalla per cenare alla mensa di Odino. Ogni giorno seguirà questo scandire finché il mondo non conoscerà la sua battaglia finale.
La donna era tenuta in considerazione e non vista solo come un elemento capace di soddisfare i piaceri sessuali (proprio per questo a essa era concessa la possibilità di scegliere il guerriero con cui avere il rapporto liberamente). Lo stupro era ritenuto uno dei peccati più spregevoli e degni di tormento eterno.

### Il "culto di Wagner"

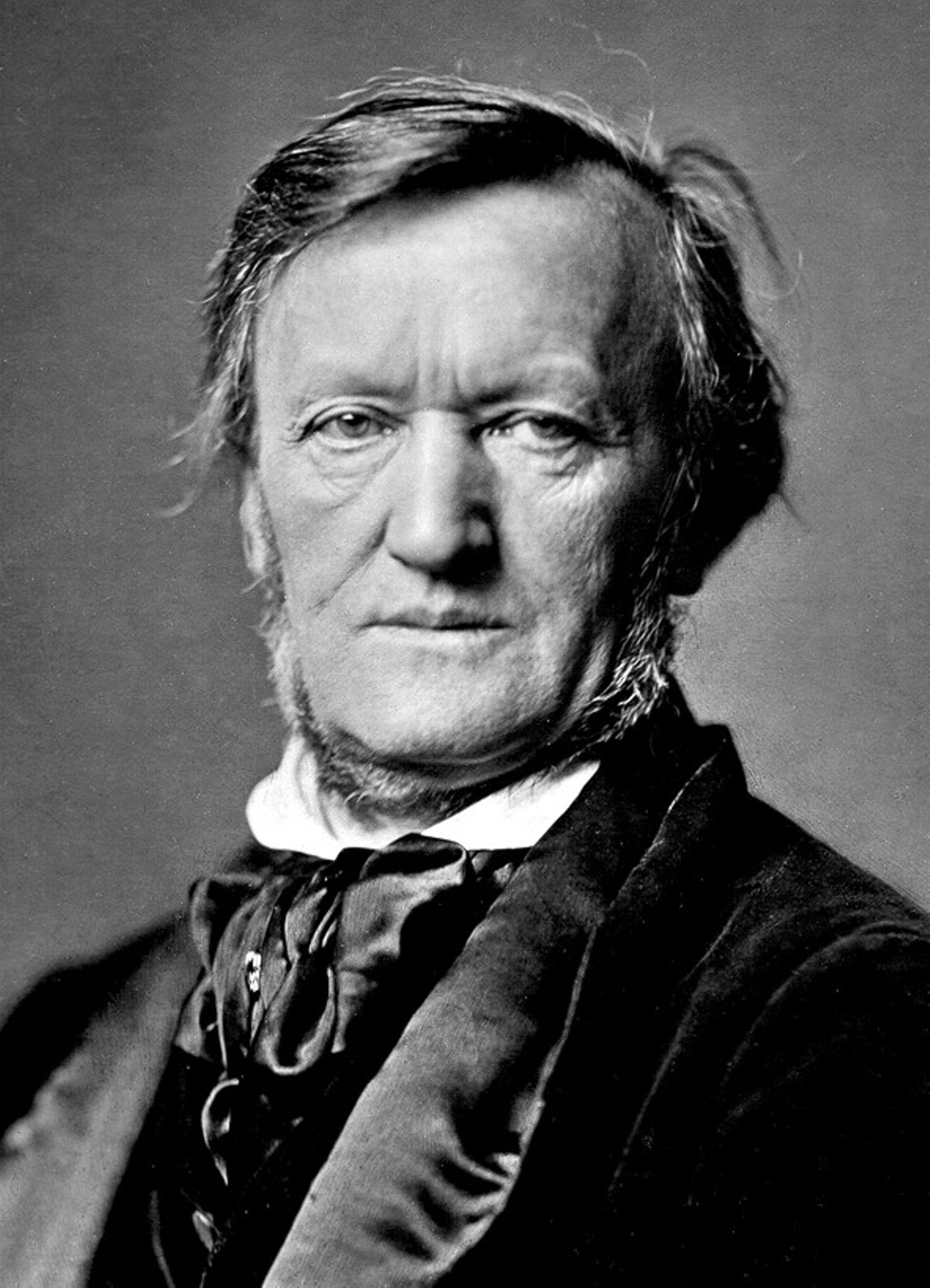
Richard Wagner

I Manowar hanno presentato fin dai loro esordi una grandissima ammirazione per il compositore tedesco di musica classica Richard Wagner, descritto dal gruppo come "il vero creatore dell'heavy metal" ma anche come il fondamentale innovatore della musica moderna in genere. In particolare Joey DeMaio ha incentrato la sua intera carriera musicale sulla base dei componimenti classici di questo artista e ne ha più volte ricordato la figura, anche durante le innumerevoli esibizioni live della band. In un'intervista il bassista dichiarò:
(Joey DeMaio)
Questo passionale "culto di Wagner" ha portato più volte la band in contrasto con la famiglia del compositore. I discendenti dei Wagner si sono più volte definiti offesi dalle dichiarazioni del gruppo che, invece che portare giovamento alla memoria dell'artista e della famiglia, avrebbero infangato la sua leggendaria figura, collegandola a generi musicali che Richard non avrebbe mai ammirato o sostenuto.

## Formazione

### Formazione attuale
- Eric Adams – voce (1980-presente)
- Joey DeMaio – basso, tastiere (1980-presente)
- Michael Angelo Batio – chitarra, (2022-presente)
- Dave Chedrick – batteria (2022-presente)

### Ex componenti
- Carl Canedy – batteria (1980-1981)
- Ross the Boss– chitarra (1980-1989)
- Donnie Hamzik – batteria (1981-1983, 2009-2017)
- Scott Columbus – batteria (1983-1991, 1994-2008)
- David Shankle – chitarra (1989-1994)
- Kenny Earl "Rhino" Edwards – batteria (1991-1994, 2008-2009)
- Karl Logan – chitarra, tastiere (1994-2018)

### Ex turnisti
- Marcus Castellani – batteria (2017-2019)
- E.V. Martel – chitarra (2019–2022)
- Anders Johansson - drums (2019–2022)
- Francisco Palomo – tastiere
- Paul Clark Jr. – batteria (2011)

## Discografia

### Album in studio
- 1982 - Battle Hymns
- 1983 - Into Glory Ride
- 1984 - Hail to England
- 1984 - Sign of the Hammer
- 1987 - Fighting the World
- 1988 - Kings of Metal
- 1992 - The Triumph of Steel
- 1996 - Louder Than Hell
- 2002 - Warriors of the World
- 2007 - Gods of War
- 2010 - Battle Hymns MMXI
- 2012 - The Lord of Steel
- 2014 - Kings of Metal MMXIV

## Cronologia dei principali tour
- 1984 - Spectacle of Might Tour 1984
- 1984 - Sign of the Hammer Tour 1984
- 1986 - Hail to Europe Tour 1986
- 1987 - Fighting the World European Tour 1987
- 1987 - 1988 - Fighting the World World Tour
- 1989 - Kings of Metal World Tour 1989
- 1989 - Kings of Metal World Tour 1989 part 2
- 1992 - Another Glory Ride Tour 1992
- 1992 - Triumph of Steel World Tour 1992
- 1994 - Agony and Ecstasy Tour 1994
- 1994 - The Secrets of Steel Tour 1994
- 1996 - Hell on Wheels Tour 1996
- 1997 - Louder Than Hell 1997
- 1998 - Hell on Stage Tour 1998
- 1999 - Monsters of the Millennium Tour 1999
- 2001 - Unknown 2001
- 2002 - Gods of War Tour 2002
- 2002 - Warriors of the World Tour 2002
- 2005 - Demons, Dragons and Warriors Tour 2005
- 2007 - Demons, Dragons and Warriors Tour 2007
- 2008 - Manowar Tour 2008
- 2009 - Death to Infidels Tour 2009
- 2010 - Death to Infidels Tour 2010
- 2011 - Battle Hymns Tour 2011
- 2012 - The Lord Of Steel Tour 2012/2013
- 2019 - The Final Battle Tour
- 2022 - Crushing The Enemies Of Metal Tour 2022/2023
- 2025 - The Blood Of Our Enemies Tour